# Płonnik włosisty
Płonnik włosisty (Polytrichum piliferum Hedw.) – gatunek mchu z rodziny płonnikowatych (Polytrichaceae Schwägr.). Gatunek kosmopolityczny, pospolity w Polsce na niżu i w górach.

## Morfologia
PokrójTworzy luźne, brunatnozielone darnie.
Budowa gametofituŁodyżki dorastają do 1,5–5 cm długości, z gładkimi chwytnikami w części podziemnej. Listki lancetowate, o długości 4,5–6 mm i szerokości 0,5 mm, całobrzegie. W dolnej części rozszerzone w bezzieleniową pochewkę. Blaszka liściowa dwuwarstwowa, z jednowarstwowym brzegiem i licznymi lamellami po stronie brzusznej. Żebro wystające, w formie szklistego kończyka. Listki otaczające plemniostany czerwono ubarwione.
Budowa sporofituSeta długości do 3 cm, czerwonawa, u góry żółtawa. Puszka zarodni czterokanciasta, prosta, długości 3 mm, z tarczowatą szyją. Perystom pojedynczy, z 64 ząbkami. Czepek jasnobrązowy. Zarodniki gładkie, jasnozielone.

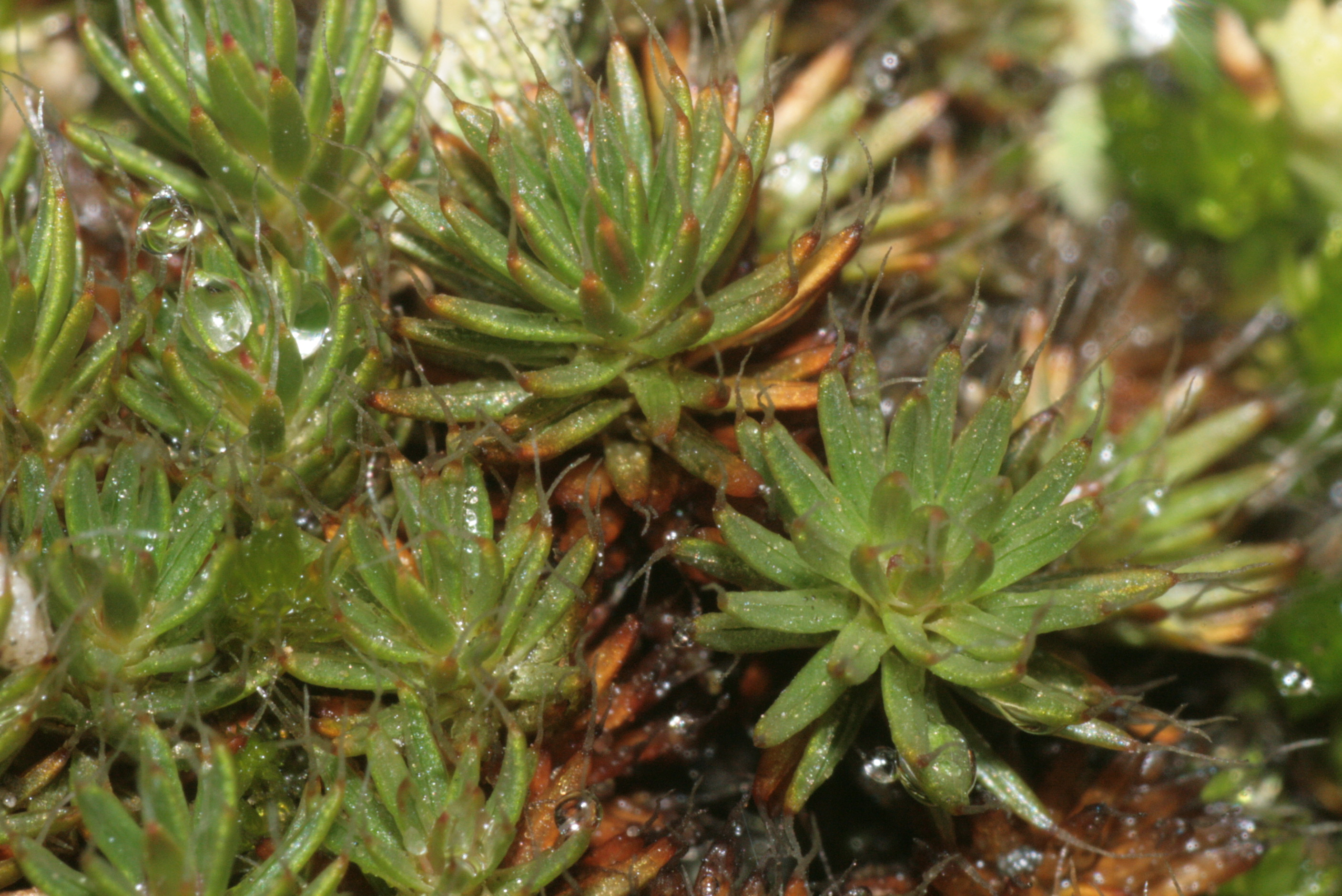
Ulistnienie
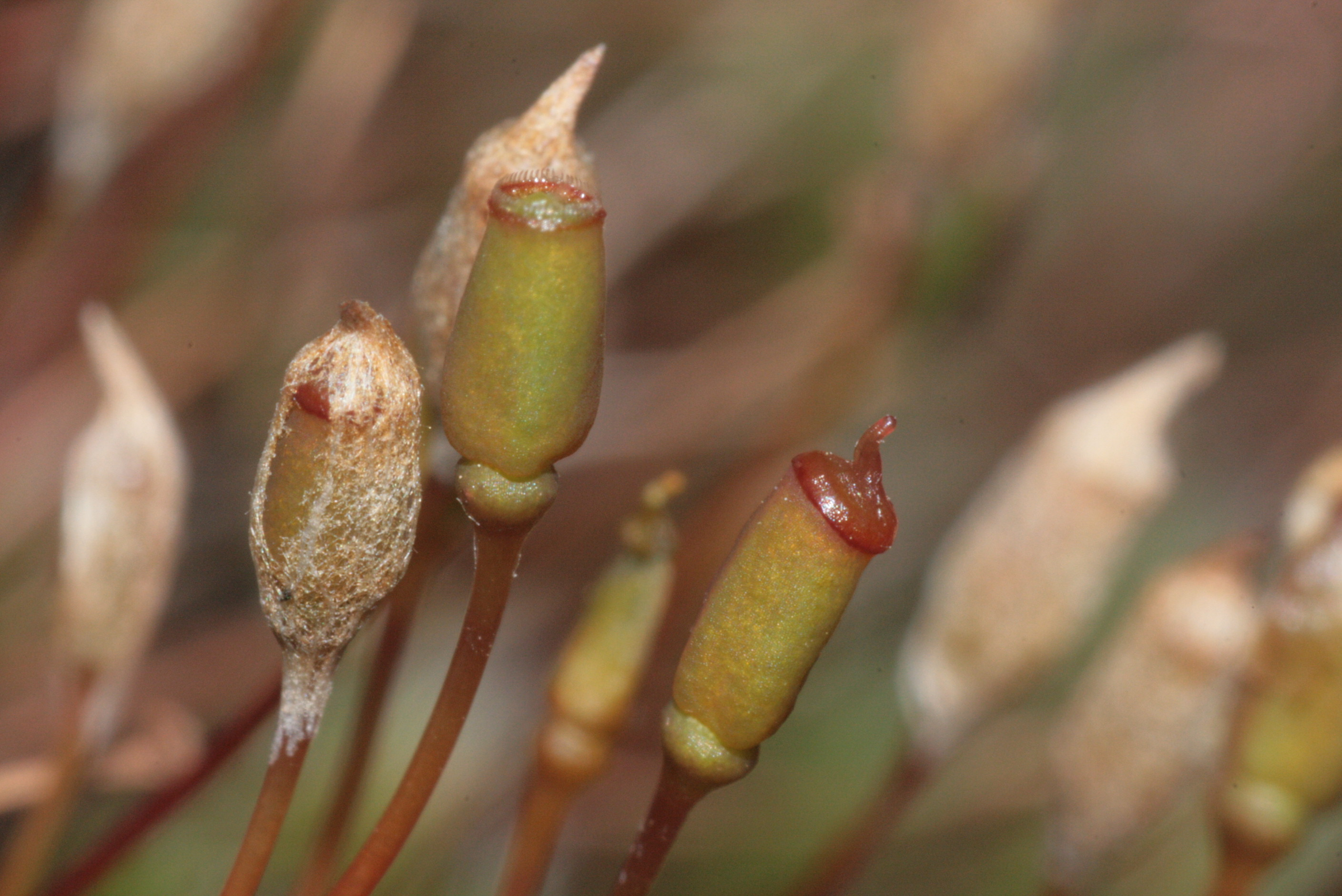
Puszki

## Biologia i ekologia
Płonnik włosisty preferuje piaszczyste, suche i nasłonecznione miejsca o kwaśnym odczynie.

## Systematyka i nazewnictwo
Synonimy: Polytrichum antarcticum Cardot, P. hirsutum J.-F. Leroy, P. nano-globulus Müll. Hal., P. patagonicum Müll. Hal., P. trachynotum Müll. Hal., P. tuberculosum Müll. Hal.